# Paulette Doan
Paulette Doan (nome de casada: Ormsby) é uma ex-patinadora artística canadense, que competiu na dança no gelo. Com Kenneth Ormsby ela conquistou uma medalha de prata e uma de bronze em campeonatos mundiais, uma medalha de ouro e uma de bronze no Campeonato Norte-Americano e foi bicampeã do campeonato nacional canadense.

## Principais resultados

### Com Kenneth Ormsby
| Resultados                                            | Resultados        | Resultados        | Resultados        | Resultados       | Resultados    | Resultados    | Resultados    | Resultados    | Resultados    | Resultados    | Resultados    | Resultados    | Resultados    | Resultados    | Resultados    |  |
| Internacional                                         | Internacional     | Internacional     | Internacional     | Internacional    | Internacional | Internacional | Internacional | Internacional | Internacional | Internacional | Internacional | Internacional | Internacional | Internacional | Internacional |  |
| Evento/Temporada                                      | 1960– 1961        | 1961– 1962        | 1962– 1963        | 1963– 1964       |               |               |               |               |               |               |               |               |               |               |               |  |
| ----------------------------------------------------- | ----------------- | ----------------- | ----------------- | ---------------- | ------------- | ------------- | ------------- | ------------- | ------------- | ------------- | ------------- | ------------- | ------------- | ------------- | ------------- |  |
| Campeonato Mundial                                    |                   | 5.ª               | Medalha de bronze | Medalha de prata |               |               |               |               |               |               |               |               |               |               |               |  |
| Campeonato Norte-Americano                            | Medalha de bronze |                   | Medalha de ouro   |                  |               |               |               |               |               |               |               |               |               |               |               |  |
| Nacional                                              |                   |                   |                   |                  |               |               |               |               |               |               |               |               |               |               |               |  |
| Campeonato Canadense                                  | Medalha de bronze | Medalha de bronze | Medalha de ouro   | Medalha de ouro  |               |               |               |               |               |               |               |               |               |               |               |  |
| Campeonato Canadense – Júnior                         | Medalha de ouro   |                   |                   |                  |               |               |               |               |               |               |               |               |               |               |               |  |
|                                                       |                   |                   |                   |                  |               |               |               |               |               |               |               |               |               |               |               |  |
| Legenda: Competição não foi disputada nesta temporada |                   |                   |                   |                  |               |               |               |               |               |               |               |               |               |               |               |  |